# 冰島優格

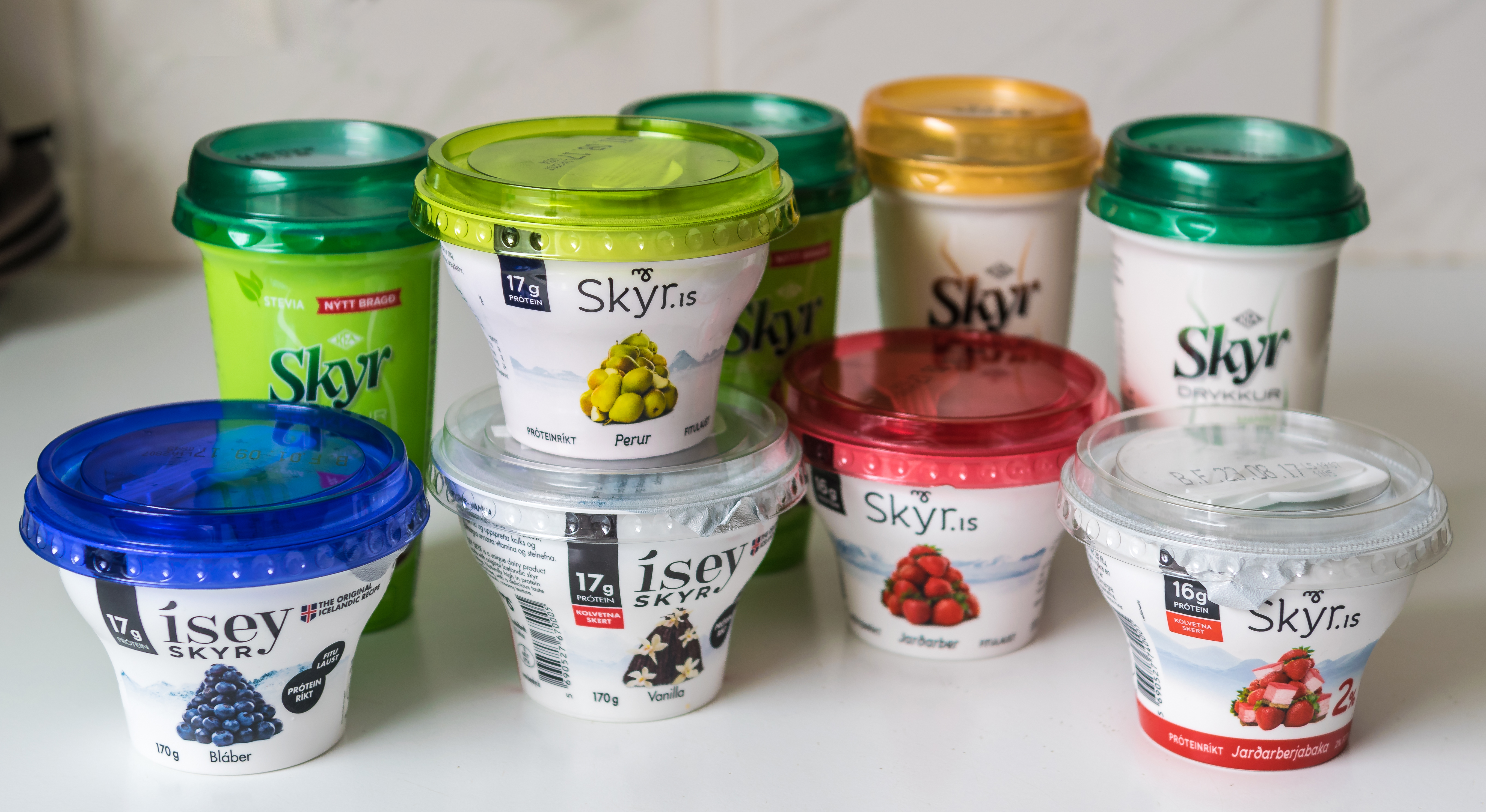
各種口味的冰島優格

冰島優格（發音：[ˈscɪːr̥]）是冰島乳製品。它的質地相較優格更加綿密、更濃。它具有希臘酸奶的稠度，但口味更為溫和。冰島優格可歸類為新鮮的酸奶奶酪（類似於德國和俄羅斯食用的凝乳奶酪），但其食用方式類似於酸奶。一千多年來，它一直是冰島重要的美食。
冰島優格的牛奶味略帶酸味，並帶有一點甜味。傳統上將其與牛奶和糖打底一起冷飲。冰島優格的商業製造商添加了香草或水果等口味，以增加產品的吸引力。

## 歷史
在許多中世紀的冰島資料中都提到了Skyr，包括Egil的傳奇和Grettis傳奇。尚不清楚這與現代的Skyr有多相似，因為在此期間沒有對skyr的詳細描述。烹飪史學家HallgerðurGísladóttir曾指出，冰島優格在1100多年前維京人冰島定居時期在整個斯堪的納維亞半島廣為人知，但最終在冰島之外被人們遺忘。與現今冰島優格都是由牛奶所製不同，最早的冰島優格有的是牛奶所製，有的是羊奶所製。 
skyr這個詞與英文單詞shear（to cut）相關，指的是如何將乳製品分為液態乳清和濃冰島優格。
近年來，冰島優格已開始在不同國家/地區傳播和銷售。

## 營養
冰島優格是由低脂牛奶製成的高蛋白，無脂肪產品，且富含多種維他命跟礦物質。冰島優格每5盎司可提供100卡路里，17克蛋白質，0克脂肪和3克糖。食用冰島優格有增加飽足感並降低食慾的效用，能有效幫助減重；高鈣的特質能對抗骨質疏鬆；內含鈣、鉀、鎂元素能幫助降低血壓及得心臟疾病的機率，另外冰島優格在高蛋白、低碳水化合物兩種特性的組合下，能增進體內血糖控制的功能。
冰島優格並不是適合每個人的，由於內含牛乳，食用後可能對乳糖不耐症者和牛奶過敏者造成負面效果。

## 食用方式
冰島優格通常與糖和牛奶混合。存在傳統的冰島菜，其由大致相等數量的冰島優格和稀飯組成。冰島優格經常與果醬或水果混合在一起作為甜點，與烹飪好的魚搭配當作晚餐，或與穀物搭配作為早餐。近代則有包括將冰島優格作為芝士蛋糕餡料以及用作奶昔或水果冰沙的成分等吃法。

## 生產
冰島優格由脫脂牛奶製成，脫脂牛奶已接近沸點，然後冷卻至37°C（99°F）。然後，將一小部分先前的冰島優格添加到溫暖的牛奶中，以引入合適的細菌，再加上凝乳酶，牛奶開始凝結。將其發酵5小時，然後冷卻至18°C（64°F）。巴氏消毒後，乳製品通過織物過濾以除去液體乳清。 
細菌，例如嗜熱鏈球菌和德氏乳桿菌亞種。保加利亞乳桿菌在skyr的發酵中起重要作用。[7]它們在酸奶的生產中也起著重要作用，但是在低溫步驟中活躍的酵母確保了乳製品變得更輕而不是成為酸奶。
製作冰島優格需要的牛奶量是製作優格的3-4倍。
斯凱爾通常在冰島消費，在美國酸奶市場中佔有很小的份額。